# The First Ten Years
The First Ten Years es una serie de CD y maxi sencillos dobles publicados, por la banda británica de heavy metal Iron Maiden, entre el 24 de febrero y el 28 de abril de 1990, para conmemorar los primeros diez años del grupo editando sencillos.
Cada CD/doble 12" contiene dos de los sencillos previamente publicados de Iron Maiden, incluyendo las caras B. Como añadidura, cada uno incluía un bonus track, parte de la serie "Listen With Nicko", en el que el batería Nicko McBrain comenta las canciones del disco, de una forma humorística muy personal. Cada publicación de la serie contenía un cupón, enviando diez de ellos se podía solicitar una caja de edición limitada para almacenar los CD o vinilos. Aunque los Cd y sencillos siguen siendo fáciles de encontrar hoy en día, no ocurre lo mismo con las cajas.
También lanzaron The First Ten Years: The Videos en VHS y laserdisc. Contiene los dieciséis videoclips que habían grabado hasta ese momento.

## Contenido
| The First Ten Years part I 1. "Running Free" (Paul Di'Anno, Steve Harris). 2. "Burning Ambition" (Harris). 3. "Sanctuary" (Iron Maiden). 4. "Drifter" (en directo) (Harris). 5. "I Got the Fire" (en directo) (Ronnie Montrose). 6. "Listen with Nicko! Part I" (Nicko McBrain). The First Ten Years part II 1. "Women in Uniform" (Greg Macainsh). 2. "Invasion" (Harris). 3. "Phantom of the Opera" (en directo) (Harris). 4. "Twilight Zone" (Harris, Dave Murray). 5. "Wrathchild" (Harris). 6. "Listen with Nicko! Part II" (McBrain). The First Ten Years part III 1. "Purgatory" (Harris). 2. "Genghis Khan" (Harris). 3. "Running Free" (en directo) (Harris, Di'Anno). 4. "Remember Tomorrow" (en directo) (Harris, Di'Anno). 5. "Killers" (en directo) (Harris, Di'Anno). 6. "Innocent Exile" (en directo) (Harris). 7. "Listen with Nicko! Part III" (McBrain). The First Ten Years part IV 1. "Run to the Hills" (Harris). 2. "Total Eclipse" (Harris, Murray, Clive Burr). 3. "The Number of the Beast" (Harris). 4. "Remember Tomorrow" (en directo) (Harris, Di'Anno). 5. "Listen with Nicko! Part IV" (McBrain). The First Ten Years part V 1. "Flight of Icarus" (Adrian Smith, Bruce Dickinson). 2. "I've Got the Fire" (Montrose). 3. "The Trooper" (Harris) 4. "Cross-Eyed Mary" (Ian Anderson, versión de Jethro Tull). 5. "Listen with Nicko! Part V" (McBrain). | The First Ten Years part VI 1. "2 Minutes to Midnight" (Smith, Dickinson). 2. "Rainbow's Gold" (Slesser, Mountain). 3. "Mission from 'Arry" (Harris, McBrain). 4. "Aces High" (Harris). 5. "King of Twilight" (Nektar). 6. "The Number of the Beast" (en directo) (Harris). 7. "Listen with Nicko! Part VI" (McBrain). The First Ten Years part VII 1. "Running Free" (en directo) (Harris). 2. "Sanctuary" (en directo) (Iron Maiden). 3. "Murders in the Rue Morgue" (en directo) (Harris). 4. "Run to the Hills" (en directo) (Harris). 5. "Phantom of the Opera" (en directo) (Harris). 6. "Losfer Words (Big 'Orra)" (en directo) (Harris). 7. "Listen with Nicko! Part VII" (McBrain). The First Ten Years part VIII 1. "Wasted Years" (Smith). 2. "Reach Out" (Dave Colwell). 3. "Sheriff of Huddersfield" (Iron Maiden). 4. "Stranger in a Strange Land" (Smith). 5. "That Girl" (Andy Barnett, Goldsworth, Jupp). 6. "Juanita" (Steve Barnacle, Derek O'Neil). 7. "Listen with Nicko! Part VIII" (McBrain). The First Ten Years part IX 1. "Can I Play with Madness" (Smith, Dickinson, Harris). 2. "Black Bart Blues" (Harris, Dickinson). 3. "Massacre" (Phil Lynott, Scott Gorham, Brian Downey). 4. "The Evil That Men Do" (Smith, Dickinson, Harris). 5. "Prowler 88" (Harris). 6. "Charlotte the Harlot 88" (Murray). 7. "Listen with Nicko! Part IX" (McBrain). The First Ten Years part X 1. "The Clairvoyant" (en directo) (Harris). 2. "The Prisoner" (en directo) (Smith, Harris). 3. "Heaven Can Wait" (en directo) (Harris). 4. "Infinite Dreams" (en directo) (Harris). 5. "Killers" (en directo) (Di'Anno, Harris). 6. "Still Life" (en directo) (Murray, Harris). 7. "Listen with Nicko! Part X" (McBrain). |